# Centrale nucleare di Tsuruga
La centrale nucleare di Tsuruga si trova nella città di Tsuruga, nella prefettura di Fukui, Giappone. È gestita dalla Japan Atomic Power Company(JAPC). L'area totale del sito è di 5,12 chilometri quadrati (1,98 miglia quadrate) con il 94% di area verde che la compagnia sta lavorando per preservare. Il sito di Tsuruga è un sito doppio con il prototipo dismesso della centrale nucleare di Fugen.
Attualmente è prevista la costruzione di due nuovi reattori nucleari. Tuttavia, ci sono stati diversi ritardi dovuti alla necessità di aggiornamenti sismici, anche prima del terremoto del marzo 2011. A partire dal 2014, la costruzione dei due nuovi reattori non è iniziata, anche se è stato completato un tunnel che collega la punta della penisola con i siti esistenti delle Unità 1 e 2.

## Reattori
La centrale è attualmente composta da due unità di generazione di energia, una delle quali (reattore numero 1) è attualmente in fase di destituzione.
il primo delle due unità è un reattore nucleare ad acqua bollente (BWR), con capacità di produzione di energia di 357 MW . Fu reso operativo il 14 marzo del 1970.
Il secondo reattore è invece della tipologia ad acqua pressurizzata (PWR), e fu messo in funzione il 17 febbraio del 1987. La capacità di produzione di energia è di 1160 MW.

## Espansione dell'impianto
È in programma l'espansione dell'impianto con 2 reattori APWR per 3076 MW complessivi. La costruzione di questi due impianti è programmata per iniziare a fine 2010 e fine 2011 ed essere operative fra il 2016 ed il 2017. Attualmente (2022), la costruzione dei due reattori APWR non è iniziata.